# Irané
Der Irané ist ein linker Nebenfluss des Sota in Benin.

## Verlauf
Der Fluss hat seine Quellen im Süden des Départements Alibori. Er fließt in nordöstliche Richtung. In seinem Unterlauf bildet er die Nordwest-Grenze des Foret de la Sota. Der Irané mündet schließlich am nördlichsten Zipfel des Schutzgebietes in den Sota.

## Hydrometrie
Die Durchflussmenge des Irané wurde am Pegel Koutakroulcrou, 25 km vor der Mündung in m³/s gemessen